# Robert Montagu, III duca di Manchester
Robert Montagu, III duca di Manchester (1710 – 10 maggio 1762), è stato un nobile e politico inglese.

## Biografia
Era l'ultimogenito e secondo figlio maschio di Charles Montagu, I duca di Manchester, e di sua moglie, Lady Doddington Greville. I suoi nonni paterni erano Robert Montagu, III conte di Manchester e Anne Yelverton. I suoi nonni materni erano Robert Greville, IV barone Brooke e Anne Dodington. Dopo la morte di suo nonno, sua nonna si risposò con Thomas Hoby.

## Carriera
Il 28 aprile 1719 suo padre fu creato Duca di Manchester da Giorgio I. Alla morte di suo padre, suo fratello maggiore ereditò il titolo.
Montagu fu deputato per l'Huntingdonshire alle elezioni generali britanniche del 1734. Lasciò il suo seggio quando successe a suo fratello, morto senza eredi, nel 1739. Ricoprì la carica di Lord luogotenente dell'Huntingdonshire (1739-1762).
Dal 1735 al 1737 prestò servizio come vice ciambellano della regina consorte. Fu Lord of the Bedchamber (1739-1761), e Lord Chamberlain della regina Carlotta (1761-1762).

## Matrimonio
Sposò il 3 aprile 1735, Lady Harriet Dunch (?-25 febbraio 1755), figlia ed co-erede di Edmund Dunch e di Elizabeth Godfrey. Ebbero quattro figli:
- George Montagu, IV duca di Manchester (1737-1788)[6];
- Lord Charles Greville Montagu (1741-1783), sposò Elizabeth Bulmer, non ebbero figli[1];
- Lady Caroline Montagu (?-1818), sposò Charles Herbert Dormer, non ebbero figli[1];
- Lady Louisa Montagu, morta celibe[1].

## Morte
Morì il 10 maggio 1762.